# Dale Dye
Dale Dye, eg. Dale Adam Dye, född 8 oktober 1944 i Cape Girardeau, Missouri, är en amerikansk skådespelare, regissör och pensionerad yrkesmilitär som har arbetat som teknisk rådgivare vid filminspelningar.

## Biografi

### Militär
Dale gick med i amerikanska marinkåren vid 20 års ålder och tjänstgjorde i Vietnam under vietnamkriget. Dale skadades under Têt-offensiven och erhöll en Bronze Star Medal för tapperhet i strid.

### Hollywood
1985 inledde Dale sin karriär i Hollywood. Hans första arbete var i Invasionen från Mars och senare Plutonen, där han medverkade som både skådespelare och militär rådgivare till Oliver Stone. Dale har ofta medverkat både som rådgivare och skådespelare i de filmer och serier han arbetat med. Skådespelarna som skulle vara med i TV-serien Band of Brothers, (där Dale för övrigt hade en relativt stor roll som överste Robert Sink), fick gå en kurs i tio dagar där han tränade dem för att förstå vad militärtjänstgöring i stridande förband innebär för de skulle kunna agera trovärdigt i serien. Han har också arbetat som militär rådgivare i framtagandet diverse spel, oftast Medal of Honor.

### Familj
Dale var gift med GySgt Chavez till 1979 då de skilde sig. Därefter var han gift med Kathryn Clayton, med de skilde sig emellertid också. Han fick två barn med Kathryn; Christopher och Adrienne. Dale är numera gift med Julia Dye sedan 2006.

## Filmografi

### Filmer
- 2014 – Stupid Cupid Webisode (TV-film)
- 2014 – Citizen Soldiers
- 2014 – Blue
- 2014 – Flygplan 2: Räddningstjänsten
- 2013 – En familj
- 2011 – Det är aldrig för sent Larry Crowne
- 2011 – Naked Run
- 2010 – Knight and Day
- 2007 – Resurrecting the Champ (röst)
- 2007 – Music Within
- 2005 – The Great Raid
- 2003 – Missing Brendan
- 2003 – 44 Minutes: The North Hollywood Shoot-Out
- 2001 – Spy Game
- 2000 – Rules of Engagement – Krigets regler
- 1999 – Skuggan av ett mord
- 1999 – Multiny (TV-film)
- 1998 – Rädda menige Ryan
- 1998 – Operation Delta Force 2: Mayday (TV-film)
- 1997 – Starship Troopers
- 1997 – Rough Riders (TV-film)
- 1997 – Rätt och galet
- 1996 – Terror Moon (TV-film)
- 1996 – Mission: Impossible
- 1996 – Sgt. Bilko
- 1995 – Under belägring 2
- 1995 – Outbreak – i farozonen
- 1994 – Puppet Masters
- 1994 – Blue Sky
- 1994 – Natural Born Killers
- 1994 – Endangered
- 1994 – Mer än plikten kräver
- 1993 – Himmel och jord
- 1993 – Cover Story
- 1992 – Under belägring
- 1992 – Sunset Killer 2 – skoningslös hämnd
- 1991 – JFK
- 1991 – Mission of the Shark: The Saga of the U.S.S. Indianapolis (TV-film)
- 1991 – Sekten
- 1990 – The Court-Martial of Jackie Robinson (TV-film)
- 1990 – Kid
- 1990 – Fire Birds
- 1990 – The Fourth War
- 1990 – Eldmärkt
- 1989 – Always
- 1989 – Född den fjärde juli
- 1989 – Uppgörelsen
- 1989 – The Favorite
- 1989 – 84C MoPic (röst)
- 1989 – The Neon Empire (TV-film)
- 1988 – Tales from the Hollywood Hills: Closed Set (TV-film)
- 1987 – Billionaire Boys Club (TV-film)
- 1986 – Plutonen
- 1986 – Invasionen från Mars

### TV-serier
- 2011-2013 - Falling Skies (11 avsnitt)
- 2005 och 2010 - Entourage (3 avsnitt)
- 2010 - Kalla spår (1 avsnitt)
- 2007 - Chuck (1 avsnitt)
- 2007 - The Loop (1 avsnitt)
- 2006 - Commander in Chief (3 avsnitt)
- 2006 - Las Vegas (1 avsnitt)
- 2001 - Band of Brothers (7 avsnitt)
- 2000 - Andra sidan (1 avsnitt)
- 1999 - Air America (1 avsnitt)
- 1995 och 1998 - På heder och samvete (2 avsnitt)
- 1998 - Seven Days (1 avsnitt)
- 1996 - Slaget om tellus (1 avsnitt)
- 1992 - Raven (1 avsnitt)
- 1991 - Lagens änglar (1 avsnitt)
- 1988 - Supercarrier (? avsnitt)

### Röst i TV-spel
- 2007 - Brothers in Arms: Hell's Highway
- 2005 - Medal of Honor: European Assault
- 2003 - Medal of Honor: Rising Sun
- 2002 - Medal of Honor: Allied Assault
- 1999 - Medal of Honor

### Regissör
- 2014 – Citizen Soldiers

### Teknisk rådgivare, (i urval)
- 2010 – The Pacific (TV-serie)
- 2008 – Tropic Thunder
- 2004 – Alexander
- 2003 – Medal of Honor: Rising Sun (TV-spel)
- 2003 – Medal of Honor: Allied Assault – Breakthrough (TV-spel)
- 2002 – Medal of Honor: Frontline (TV-spel)
- 2001 – Band of Brothers (TV-serie)
- 2000 – Tigerland
- 2000 – Medal of Honor: Underground (TV-spel)
- 1999 – Medal of Honor (TV-spel)
- 1998 – Den tunna röda linjen
- 1998 – Rädda menige Ryan
- 1997 – Starship Troopers
- 1994 – Natural Born Killers
- 1994 – Forrest Gump
- 1993 – Sniper
- 1992 – Den siste mohikanen
- 1989 – Född den fjärde juli
- 1986 – Plutonen
- 1986 – Invasionen från Mars